# Parapterois
Genre
Parapterois est un genre de poissons de la famille des Scorpaenidae.

## Liste des espèces
Selon FishBase (22 janv. 2017), World Register of Marine Species (22 janv. 2017) et ITIS (22 janv. 2017) :
- Parapterois heterura (en) (Bleeker, 1856)
- Parapterois macrura (en) (Alcock, 1896)